# Chiesa di Santa Maria in Carinis
La chiesa di Santa Maria in Carinis era un luogo di culto cattolico di Roma, nel rione Monti, nell'attuale via del Colosseo.
Essa ricorda l'antichissima denominazione della contrada detta Carinae (da cui anche il nome di una via che si trova nei pressi della chiesa). Ignota è l'origine di questo nome. Secondo l'Armellini l'appellativo in carinis ricorda un'antica borgata preromana stabilita in quel sito; secondo l'Angeli esso deriva da carena, per essere in un luogo basso di Roma come la carena di un vascello.

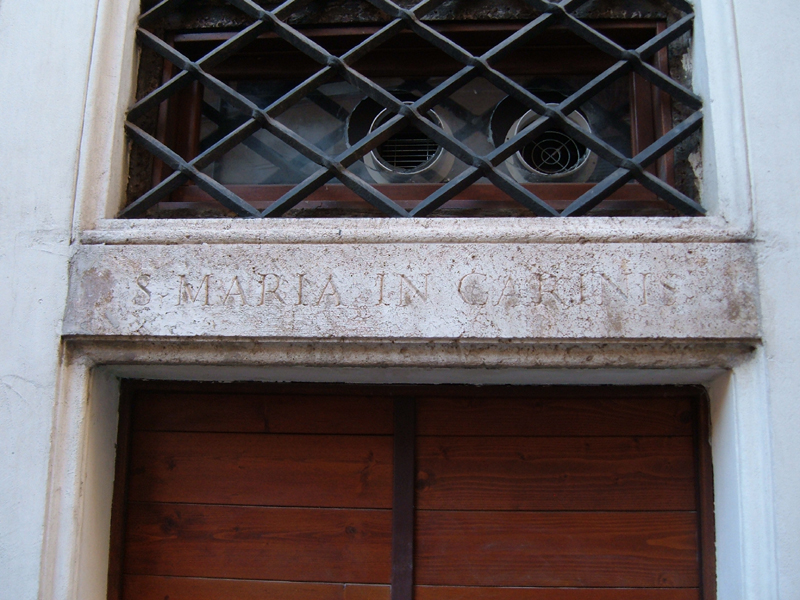
Particolare della scritta sull’architrave d’ingresso

La casa annessa alla chiesa, all'interno della quale era posto l'edificio sacro, appartenne dapprima ai monaci cistercensi che nel 1809 la vendettero ai monaci basiliani.
Della chiesa oggi non resta più niente, essendo stata trasformata in abitazione civile. Sull'architrave d'ingresso, quale unico segno della presenza in passato di questa chiesa, si legge ancora la dicitura: S. Maria in carinis.